# Рибакові Ниви
Рибакові Ниви (рос. Рыбаковы Нивы) — присілок в Усвятському районі Псковської області Російської Федерації.
Населення становить 22 особи. Входить до складу муніципального утворення Усвятська волость.

## Історія
Від 2015 року входить до складу муніципального утворення Усвятська волость.

## Населення
| 2001 | 2002 | 2010 |
| ---- | ---- | ---- |
| 22   | ↘20  | ↗22  |